# Sander Berge
Sander Gard Bolin Berge (Bærum, 14 de febrero de 1998) es un futbolista noruego que juega en la demarcación de centrocampista para el Fulham F. C. de la Premier League.

## Selección nacional
Tras jugar para la selección sub-19 y sub-21, finalmente el 26 de marzo de 2017 hizo su debut con la selección absoluta de Noruega. Lo hizo en un partido contra Irlanda del Norte para la clasificación para la Copa Mundial de Fútbol de 2018 que finalizó con un resultado de 2-0 a favor del combinado norilandés tras los goles de Jamie Ward y Conor Washington.

## Clubes
| Club                   | País       | Año       | Partidos | Goles |
| ---------------------- | ---------- | --------- | -------- | ----- |
| Asker Fotball          | Noruega    | 2013-2014 | 9        | 0     |
| Vålerenga Fotball      | Noruega    | 2015-2017 | 43       | 1     |
| K. R. C. Genk          | Bélgica    | 2017-2020 | 113      | 6     |
| Sheffield United F. C. | Inglaterra | 2020-2023 | 109      | 15    |
| Burnley F. C.          | Inglaterra | 2023-2024 | 40       | 2     |
| Fulham F. C.           | Inglaterra | 2024-     | 36       | 0     |

## Palmarés

### Títulos nacionales
| Título                      | Club          | País    | Año  |
| --------------------------- | ------------- | ------- | ---- |
| Primera División de Bélgica | K. R. C. Genk | Bélgica | 2019 |
| Supercopa de Bélgica        | K. R. C. Genk | Bélgica | 2019 |